# Арисменди, Даниэль
Дэниель Энрике Арисменди Маршан (исп. Daniel Enrique Arismendi Marchán; 4 июля 1982, Кумана, Венесуэла) — венесуэльский футболист, нападающий. Выступал за сборную Венесуэлы.

## Клубная карьера
В высшем дивизионе Венесуэлы начал выступать в сезоне 2003/04 за «Минерос Гуаяна». Первый гол чемпионате забил 13 декабря 2003 года в ворота «Депортиво Тачира». Затем несколько лет играл за «Унион Атлетико Маракайбо», в его составе в сезоне 2004/05 стал чемпионом страны, также играл в аренде за другие местные клубы.
В первой половине 2008 года выступал на правах аренды за мексиканский «Атланте», арендный контракт был заключён сроком на год за 300 тысяч долларов. Однако игрок не закрепился в составе клуба, и проведя 10 матчей в чемпионате Мексики, уже летом 2008 года вернулся на родину. «Атланте» по итогам сезона стал чемпионом Мексики.
В 2008 году, согласно английской прессе, стремился попасть в профессиональный английский клуб Уиган Атлетик.
В сезоне 2008/09, выступая за «УА Маракайбо» и «Депортиво Тачира», разделил первое место в споре бомбардиров с Хитклиффом Кастильо, забив 17 голов. В сезоне 2010/11 в составе «Депортиво Ансоатеги» стал лучшим бомбардиром чемпионата с 20 голами.
Завершил спортивную карьеру в 2016 году.

## Сборная
Выступал за сборные Венесуэлы младших возрастов. Участвовал в чемпионате Южной Америки среди 17-летних (1999) и 20-летних (2001), а также в отборочном турнире к Олимпиаде-2004.
В составе национальной сборной дебютировал 27 января 2006 года в матче против Уругвая. Участвовал на Кубке Америки 2007 года в Венесуэле, сыграл два матча и забил один гол, команда заняла шестое место. Также принимал участие в Кубке Америки 2011 года, где сборная заняла четвёртое место, а футболист вышел на поле в одном матче.
В 2007 году забил 7 голов за сборную и стал её лучшим бомбардиром в сезоне, в том числе забил 2 мяча в матче отборочного этапа чемпионата мира по футболу 2010 года против Боливии в Маракайбо.
По общим подсчётам Даниэль Арисменди сыграл за сборную Венесуэлы 31 матч и забил 11 голов.

### Голы за сборную Венесуэлы
| #   | Дата             | Место                                                      | Противник                        | Счёт | Результат | Соревнование                   |
| --- | ---------------- | ---------------------------------------------------------- | -------------------------------- | ---- | --------- | ------------------------------ |
| 01. | 29 сентября 2006 | Хосе Паченчо Ромеро, Маракайбо, Венесуэла                  | Уругвай                          | 1:0  | 1:0       | Товарищеский матч              |
| 02. | 7 февраля 2007   | Хосе Паченчо Ромеро, Маракайбо, Венесуэла                  | Швеция                           | 2:0  | 2:0       | Товарищеский матч              |
| 03. | 28 февраля 2007  | Куалкомм Стэдиум, Сан-Диего, США                           | Мексика                          | 1:3  | 1:3       | Товарищеский матч              |
| 04. | 25 мая 2007      | Метрополитано де Мерида, Мерида, Венесуэла                 | Германия                         | 2:0  | 2:1       | Товарищеский матч              |
| 05. | 30 июня 2007     | Полидепортиво де Пуэбло-Нуэво, Сан-Кристобаль, Венесуэла   | Перу                             | 2:0  | 2:0       | Кубок Америки 2007             |
| 06. | 20 ноября 2007   | Полидепортиво де Пуэбло-Нуэво, Сан-Кристобаль, Венесуэла   | Боливия                          | 1:1  | 5:3       | Чемпионат мира по футболу 2010 |
| 07. | 20 ноября 2007   | Полидепортиво де Пуэбло-Нуэво, Сан-Кристобаль, Венесуэла   | Боливия                          | 2:2  | 5:3       | Чемпионат мира по футболу 2010 |
| 08. | 8 сентября 2007  | Полидепортиво Качамай, Пуэрто-Ордас, Венесуэла             | Парагвай                         | 1:2  | 3:2       | Товарищеский матч              |
| 09. | 9 июня 2008      | Эргилио Хато, Виллемстад, Нидерландские Антильские острова | Нидерландские Антильские острова | 1:0  | 1:0       | Товарищеский матч              |
| 10. | 16 марта 2011    | Бисентенарио, Сан-Хуан, Аргентина                          | Аргентина                        | 1:1  | 1:4       | Товарищеский матч              |
| 11. | 11 июня 2011     | Сэм Бойд, Лас-Вегас, США                                   | Мексика                          | 2:0  | 3:0       | Товарищеский матч              |